# 도지련
《도지련》(陶之戀)은 2014년 방송되었던 중국의 드라마이다.

## 소개
- 도자기 공예를 배경으로 두 가족의 갈등과 사랑을 그린 드라마

## 등장 인물
- 치웨이 - 무롱하이칭 역
- 한재석 - 린주안지에 역
- 곽정언 (霍政谚) - 무홍하이치엔 역
- 오천천 (鄔倩倩) - 린위에지 역
- 탁종화 (庹宗華) - 무롱둬 역
- 우보군 (牛宝军) - 구쑤샹 역
- 유재연 (Candy Liu) - 린팅밍 역
- 장지화 (张芝华) - 리우훼이핑 역